# Frattale di Newton

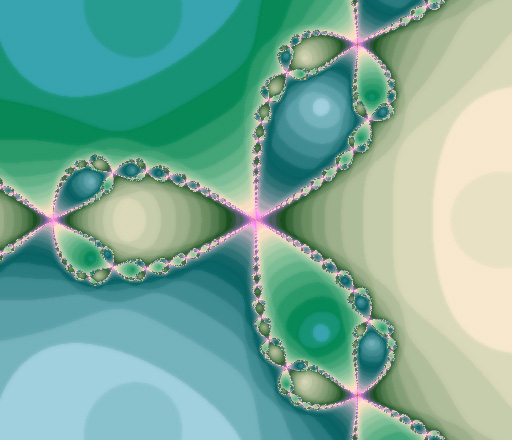
Rappresentazione di un frattale ottenuto con il metodo di Newton.

Il frattale di Newton è un insieme di frontiera nel piano complesso che è caratterizzato dal metodo di Newton applicato a un polinomio {\displaystyle p(Z)\in \mathbb {C} [Z]} o funzione trascendentale. È l'insieme di Julia della funzione meromorfa
{\displaystyle z\mapsto z-{\frac {p(z)}{p'(z)}}}
che è data dal metodo di Newton . Essa, quando non ci sono cicli attrattori (di ordine superiore a 1), divide il piano complesso in regioni {\displaystyle G_{k}}, ognuna delle quali è associata alla radice {\displaystyle \zeta _{k}} del polinomio, {\displaystyle k=1,\ldots ,\deg(p)}. 
In questo modo il frattale di Newton è simile all'insieme di Mandelbrot, e come altri frattali mostra un aspetto complesso che deriva da una semplice descrizione. È rilevante per l'analisi numerica perché mostra che (al di fuori della regione di convergenza quadratica) il metodo di Newton può essere molto sensibile alla scelta del punto di partenza. Molti punti del piano complesso sono associati a una delle radici {\displaystyle \deg(p)} del polinomio nel modo seguente: il punto {\displaystyle z_{0}} è usato come valore iniziale e i punti successivi sono dati dal metodo di Newton:
{\displaystyle z_{n+1}:=z_{n}-{\frac {p(z_{n})}{p'(z_{n})}}},
che produce una successione di punti {\displaystyle z_{1},z_{2},\ldots }. Se la successione converge alla radice {\displaystyle \zeta _{k}}, allora {\displaystyle z_{0}} era un elemento della regione {\displaystyle G_{k}}. Tuttavia, per ogni polinomio di grado almeno 2 ci sono punti per i quali l'iterazione di Newton non converge a nessuna radice: gli esempi sono i confini dei bacini di attrazione delle varie radici. Esistono anche polinomi per cui gli insiemi aperti di punti di partenza non convergono in nessuna radice: un semplice esempio è {\displaystyle z^{3}-2z+2}, dove alcuni punti sono attratti dal ciclo 0, 1, 0, 1 ... anziché da una radice.
Un insieme aperto per il quale le iterazioni convergono verso una data radice o un ciclo di radici (che non è un punto fisso), rappresenta un insieme di Fatou per l'iterazione. L'insieme complementare all'unione di tutti questi è l'insieme di Julia. Gli insieme di Fatou infatti hanno un confine comune, ossia l'insieme di Julia. Pertanto ogni punto dell'insieme di Julia è un punto di accumulazione per ciascuno degli insiemi di Fatou. È proprio questa proprietà che causa la struttura frattale dell'insieme di Julia (quando il grado del polinomio è maggiore di 2).

## Rappresentazione
Per tracciare immagini interessanti, si può prima scegliere un numero specificato {\displaystyle d} di punti del piano complesso {\displaystyle (\zeta _{1},\ldots ,\zeta _{d})} e calcolare i coefficienti {\displaystyle (p_{1},\ldots ,p_{d})} del polinomio
{\displaystyle p(z)=z^{d}+p_{1}z^{d-1}+\cdots +p_{d-1}z+p_{d}:=(z-\zeta _{1})\cdot \cdots \cdot (z-\zeta _{d}).}
Quindi per un reticolo rettangolare {\displaystyle z_{mn}=z_{00}+m\,\Delta x+in\,\Delta y}, {\displaystyle m=0,\ldots ,M-1}, {\displaystyle n=0,\ldots ,N-1} di punti in {\displaystyle \mathbb {C} }, si individua l'indice {\displaystyle k(m,n)} della radice corrispondente {\displaystyle \zeta _{k(m,n)}} e si usa per riempire la griglia raster {\displaystyle M}×{\displaystyle N} Assegnando ad ogni punto {\displaystyle (m,n)} un colore {\displaystyle f_{k(m,n)}}. In più o in alternativa i colori possono essere assegnati in funzione della distanza {\displaystyle D(m,n)}, definita come primo valore {\displaystyle D} cosicché {\displaystyle |z_{D}-\zeta _{k(m,n)}|<\epsilon } per un preassegnato {\displaystyle \epsilon >0} piccolo a piacere.
Per implementare il 'frattale di Newton' è richiesta una funzione di partenza {\displaystyle f(z)=z^{3}-1} e la sua derivata:
{\displaystyle f'(z)=3z^{2}.}
Le radici della funzione sono {\displaystyle 1}, {\displaystyle -{\frac {1}{2}}+{\frac {\sqrt {3}}{2}}i} e {\displaystyle -{\frac {1}{2}}-{\frac {\sqrt {3}}{2}}i}.
le funzioni sopra definite possono essere tradotte in pseudocodice come segue:
```
//z^3-1 

float2
 
Function
 
(
float2
 
z
)

{

	
return
 
cpow
(
z
,
 
3
)
 
-
 
float2
(
1
,
 
0
);
 
//cpow è una funzione esponenziale per numeri complessi

}

//3*z^2

float2
 
Derivative
 
(
float2
 
z
)

{

	
return
 
3
 
*
 
cmul
(
z
,
 
z
);
 
//cmul è una funzione che gestisce la moltiplicazione di numeri complessi

}

```

Si tratta poi di implementare il metodo di Newton usando le funzioni definite.
```
Per
 
ogni
 
pixel
 
(
x
,
 
y
)
 
sul
 
target
,
 
fai
:

{

	
zx
 
=
 
scaled
 
x
 
coordinate
 
of
 
pixel
 
(
scaled
 
to
 
lie
 
in
 
the
 
Mandelbrot
 
X
 
scale
 
(
-2.5
,
 
1
))

    
zy
 
=
 
scaled
 
y
 
coordinate
 
of
 
pixel
 
(
scaled
 
to
 
lie
 
in
 
the
 
Mandelbrot
 
Y
 
scale
 
(
-1
,
 
1
))

    
float2
 
z
 
=
 
float2
(
zx
,
 
zy
);
 
//Z è dettato in origine sulle coordinate del pixel

	
float2
 
roots
[
3
]
 
=
 
//Radici (soluzioni) del polinomio

	
{

		
float2
(
1
,
 
0
),
 

		
float2
(
-.5
,
 
sqrt
(
3
)
/
2
),
 

		
float2
(
-.5
,
 
-
sqrt
(
3
)
/
2
)

	
};

	

	
color
 
colors
[
3
]
 
=
  
//assegna un colore per ogni radice

	
{

	    
red
,

	    
green
,

	    
blue

    
}

    

    
int
 
iteration
 
=
 
0
;

	
while
 
(
iteration
 
<
 
maxIteration
)

	
{

		
z
 
-=
 
cdiv
(
Function
(
z
),
 
Derivative
(
z
));
 
//cdiv è una funzione che gestisce la divisione di numeri complessi

        
float
 
tolerance
 
=
 
0.000001
;

        

		
for
 
(
int
 
i
 
=
 
0
;
 
i
 
<
 
roots
.
Length
;
 
i
++
)

		
{

		    
float
 
difference
 
=
 
z
 
-
 
roots
[
i
];

		    

			
//Se la ritorsione corrente è abbastanza vicina a una radice colora il pixel.

			
if
 
(
abs
(
difference
.
x
)
 
<
 
tolerance
 
&&
 
abs
(
difference
.
y
)
 
<
 
tolerance
)

			
{

				
return
 
colors
[
i
];
 
//Invia il colore corrispondente alla radice

			
}

		
}

		
iteration
++
;

    
}

    

    
return
 
black
;
 
//Assegna il nero se non si ha una radice

}

```

## Esempi

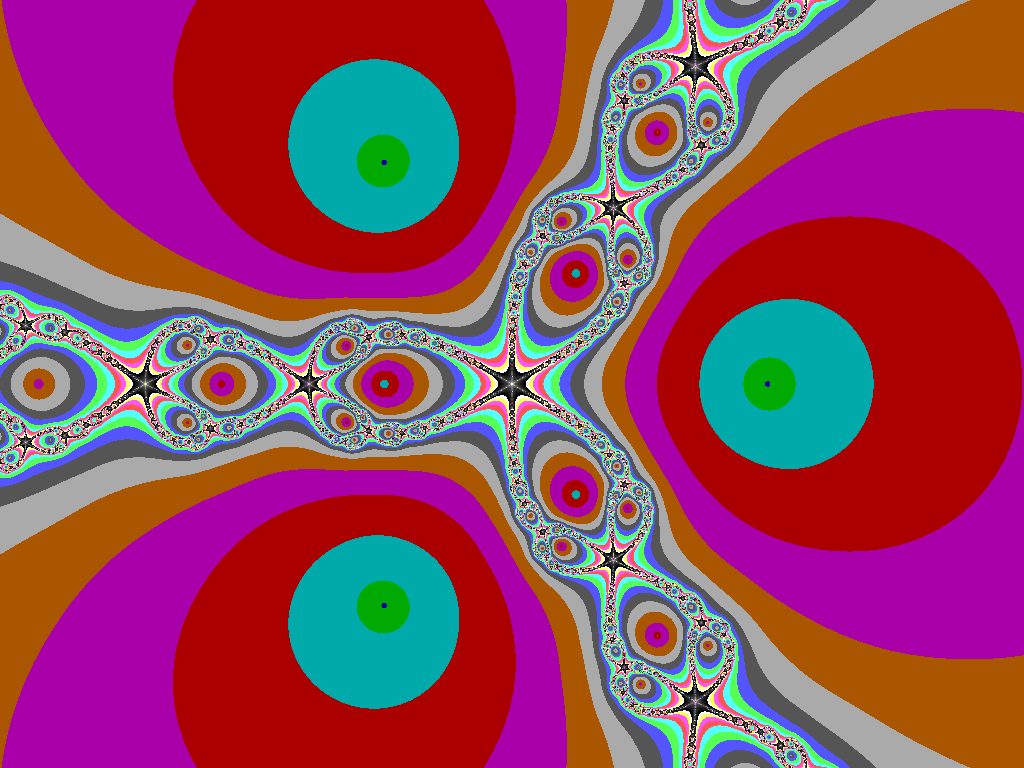
Frattale di Newton per le tre radici di terzo grado ({\displaystyle p(z)=z^{3}-1}), i colori sono assegnati in funzione del numero di iterazioni richieste
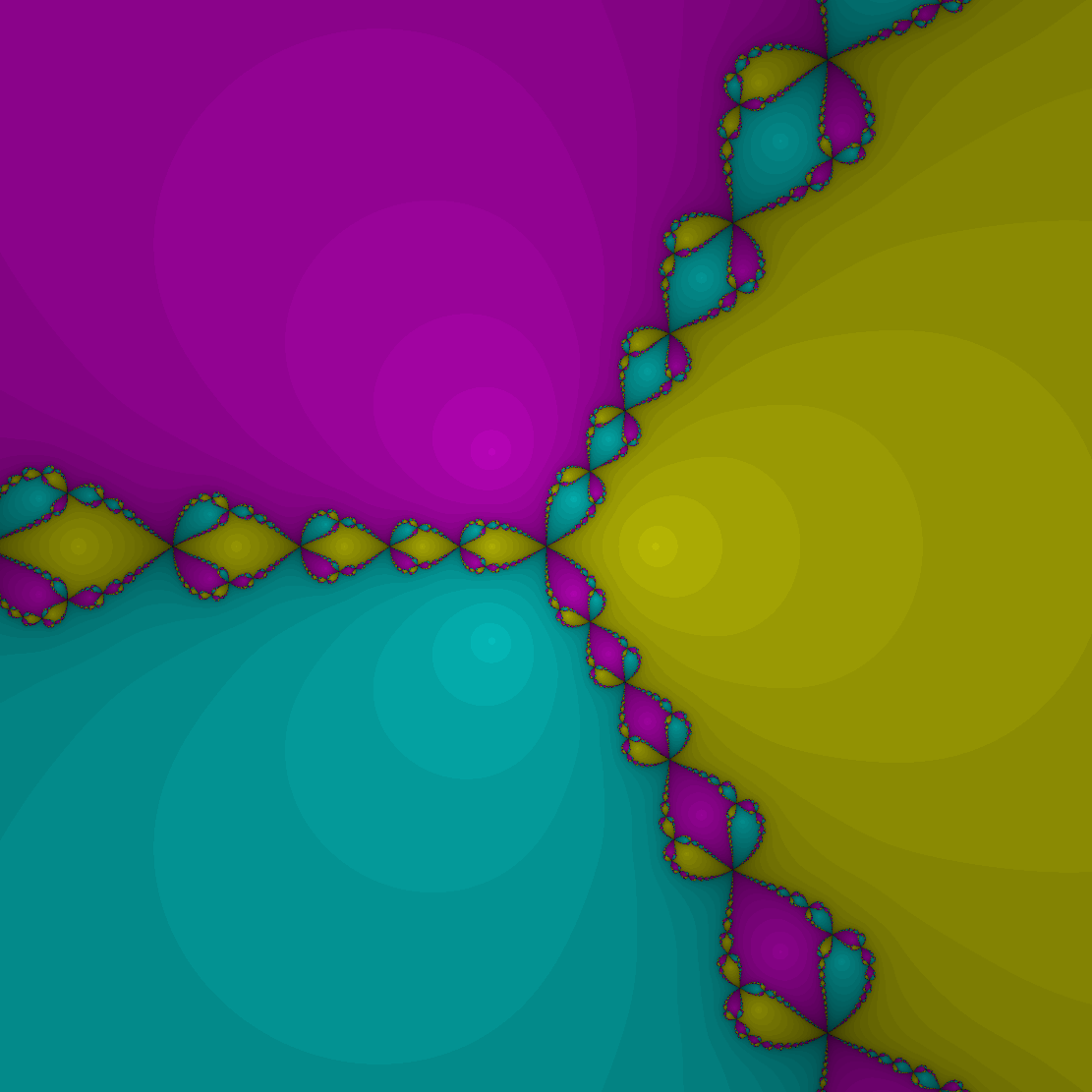
Frattale di Newton per le tre radici di terzo grado ({\displaystyle p(z)=z^{3}-1}), i colori sono assegnati in funzione delle radici ottenute
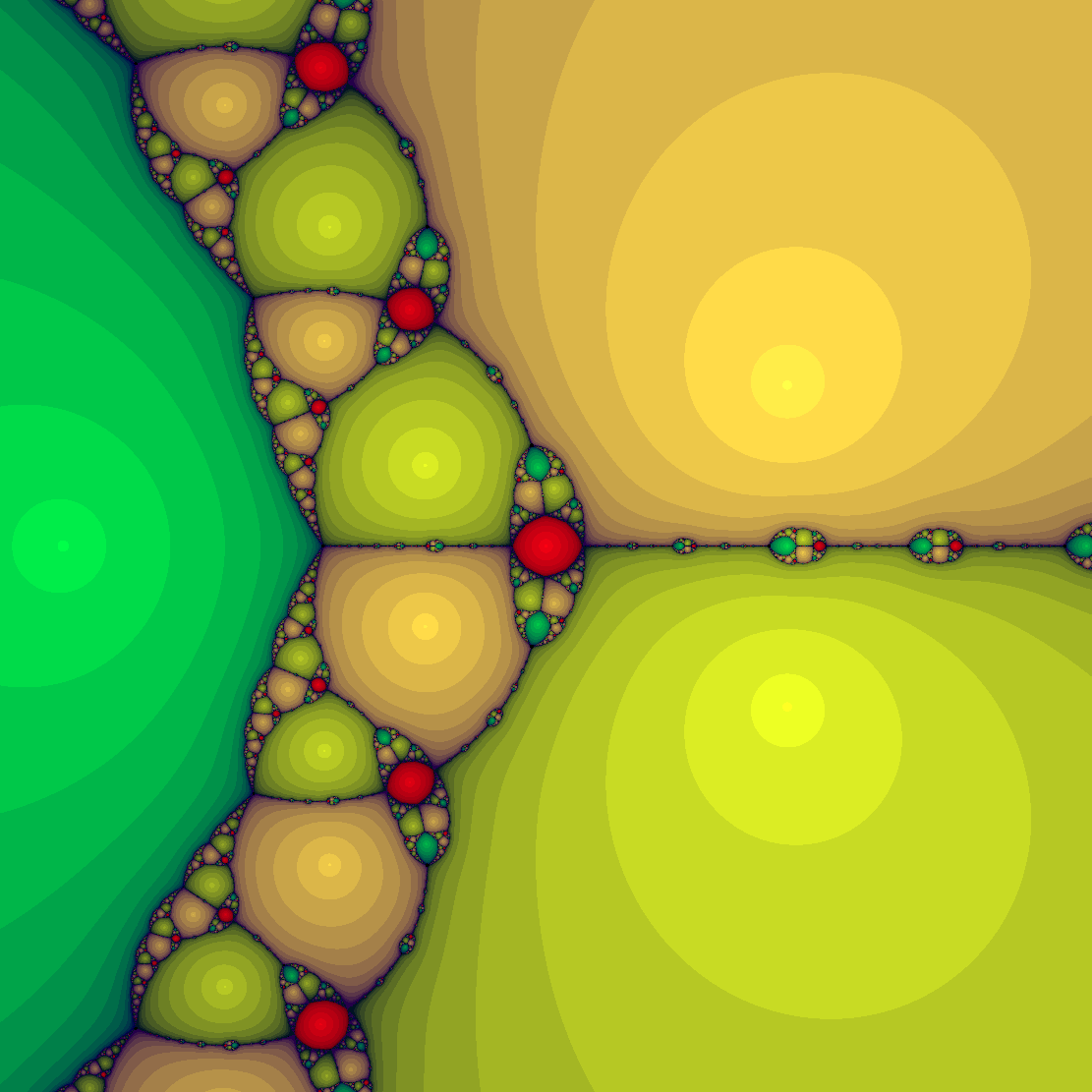
Frattale di Newton per {\displaystyle p(z)=z^{3}-2z+2}. I punti del bacino rosso non raggiungono una soluzione definita.
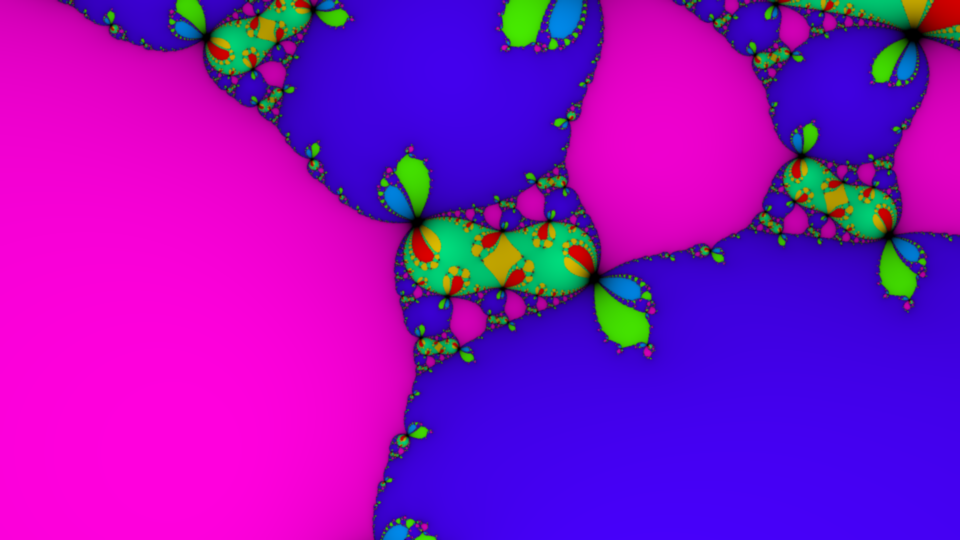
Frattale di Newton per un polinomio di settimo grado, colorato secondo le radici ottenute e sfumato secondo il rateo di convergenza.
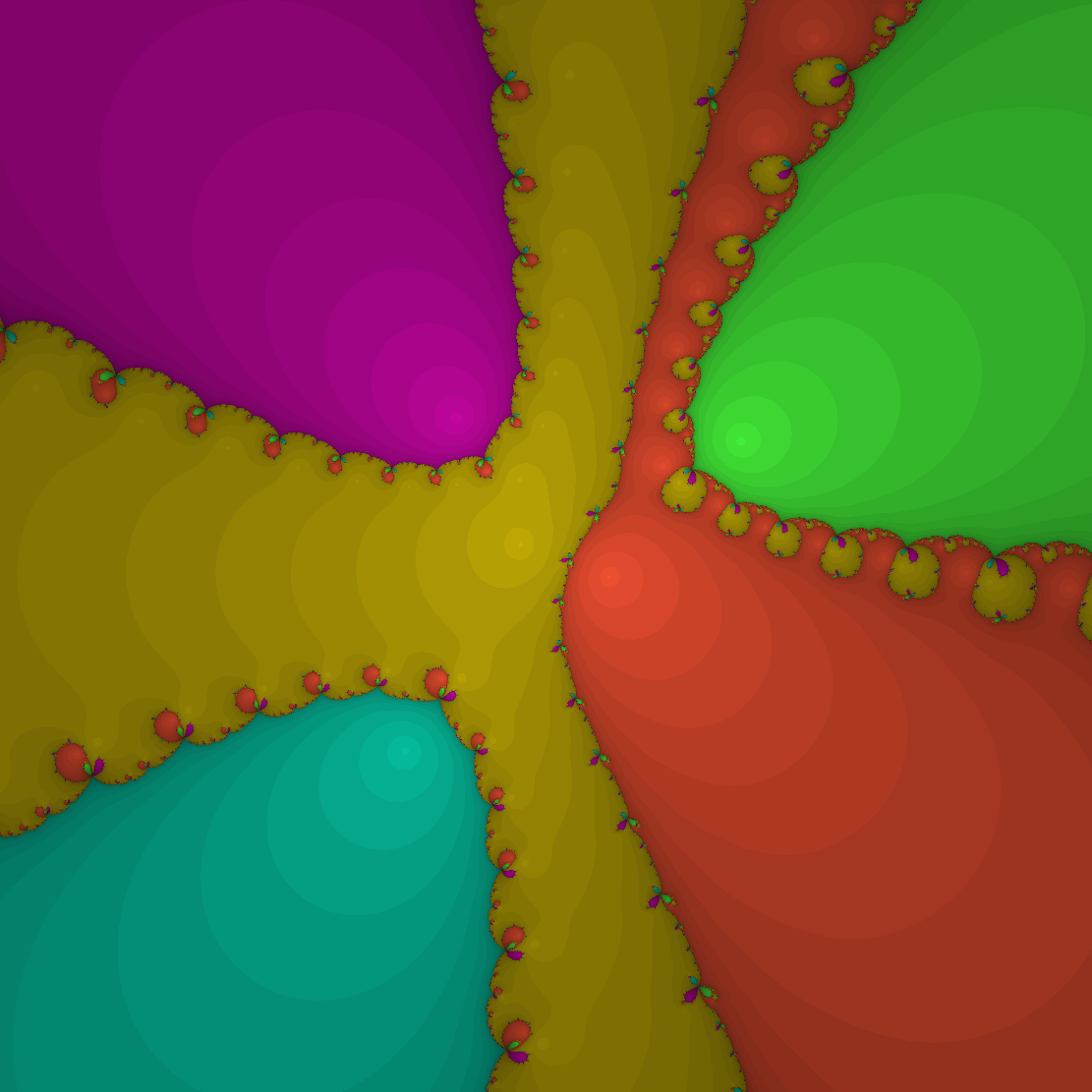
Frattale di Newton per {\displaystyle p(z)=z^{5}-3iz^{3}-(5+2i)z^{2}+3z+1}, colorato secondo le radici ottenute, sfumato a seconda delle iterazioni richieste.
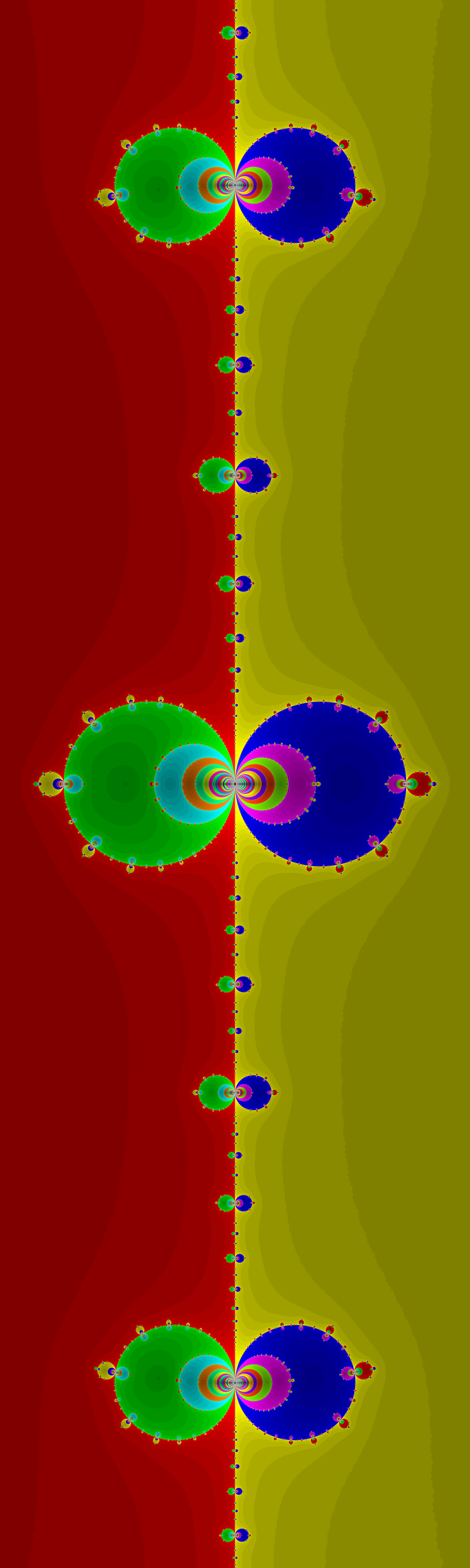
Frattale di Newton per {\displaystyle \sin(x)}
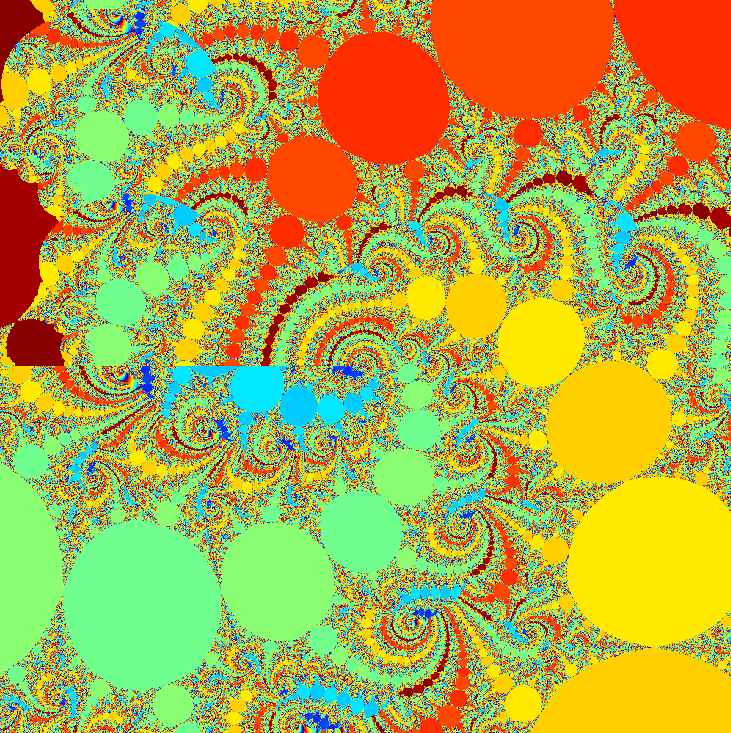
Frattale di Newton generalizzato per {\displaystyle p(z)=z^{4+3i}-1}, {\displaystyle a=2.1.}
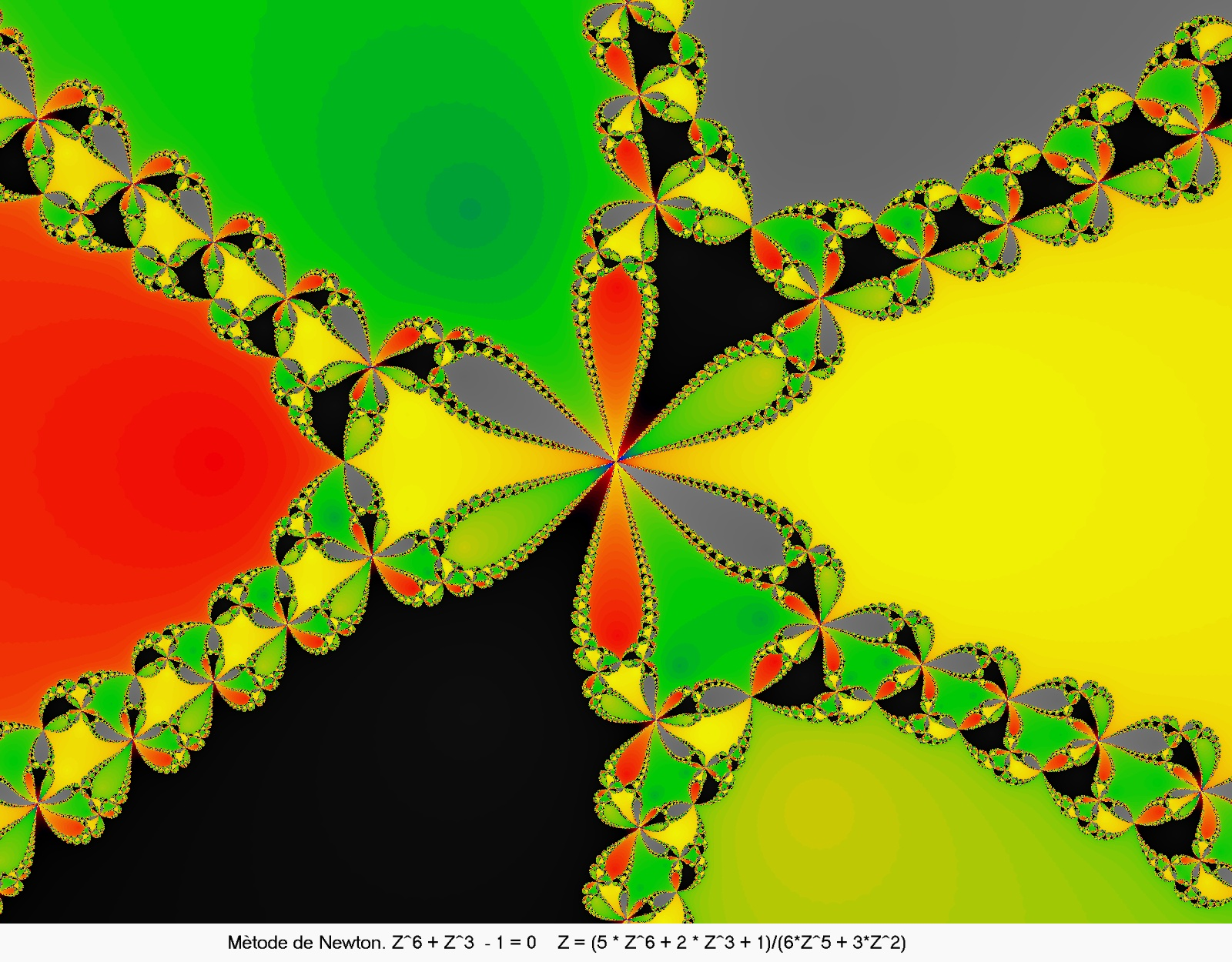
{\displaystyle p(z)=z^{6}+z^{3}-1}
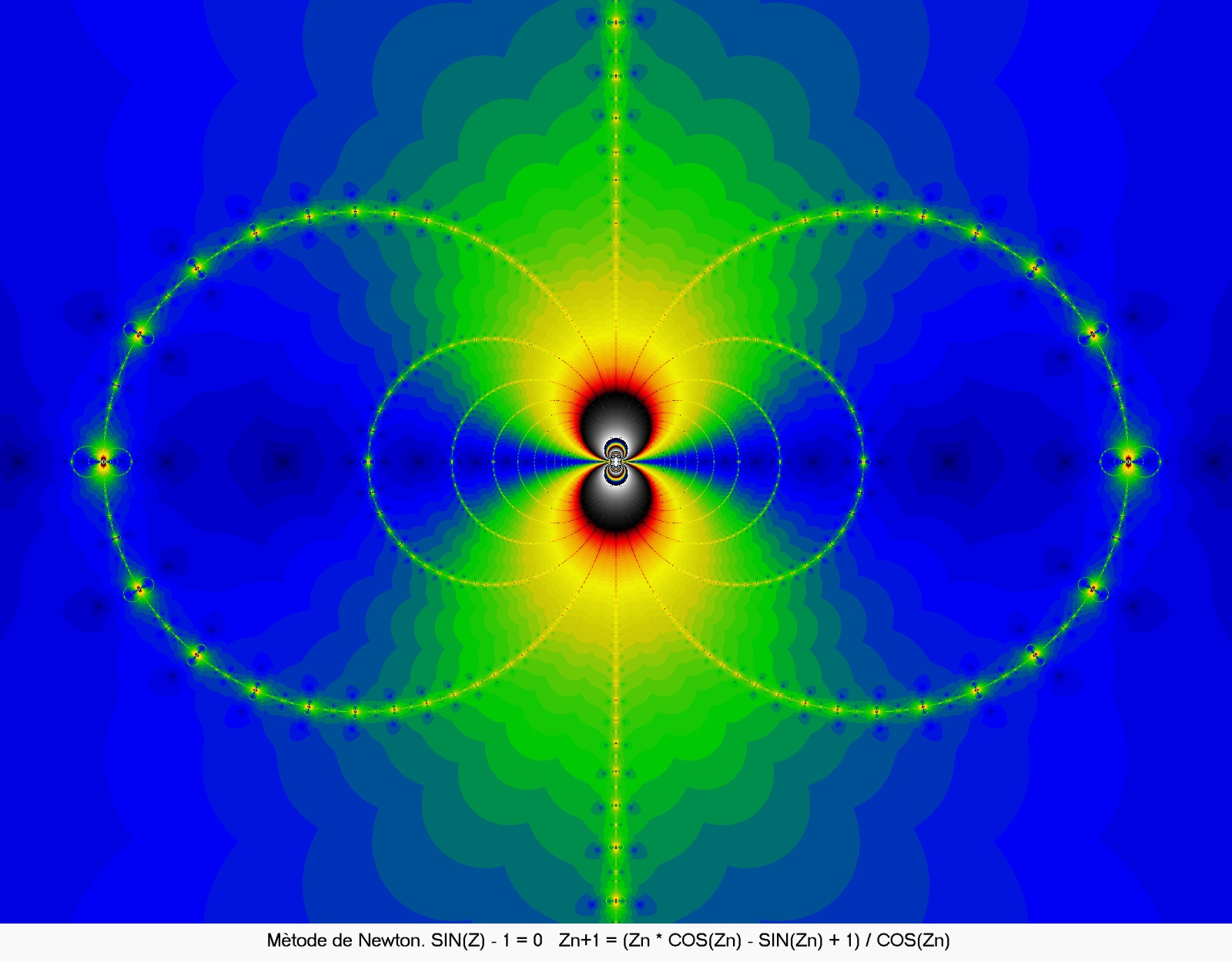
{\displaystyle p(z)=\sin(z)-1}
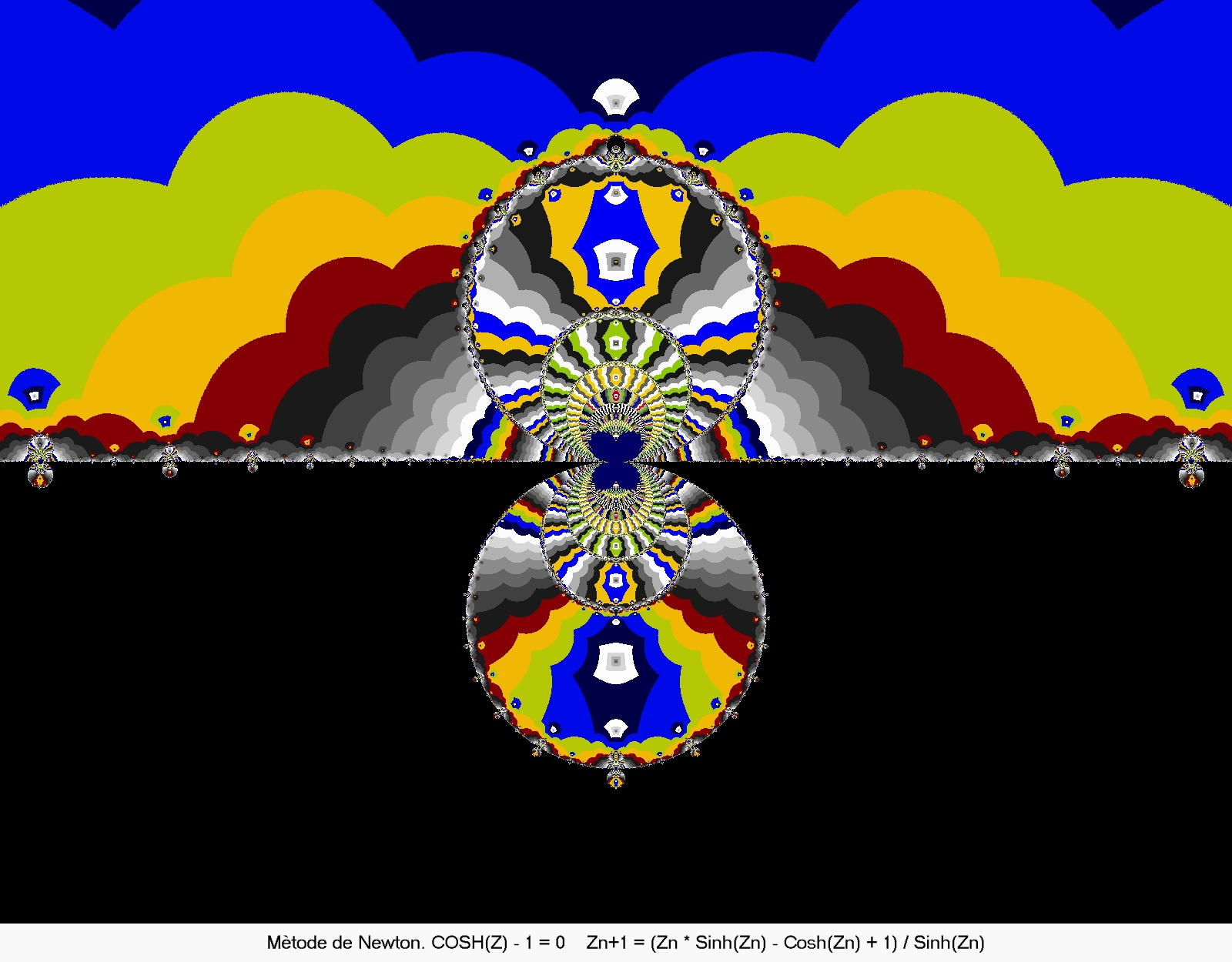
{\displaystyle p(z)=\cosh(z)-1}

## Generalizzazione
Una generalizzazione dell'iterazione di Newton è: {\displaystyle z_{n+1}=z_{n}-a{\frac {p(z_{n})}{p'(z_{n})}},} dove {\displaystyle a} è un numero complesso. La scelta speciale {\displaystyle a=1} corrisponde al frattale di Newton. I punti fissi di questa mappa sono stabili quando {\displaystyle a} giace all'interno del disco di raggio 1 centrato su  1. Quando {\displaystyle a} è all'esterno di questo disco, i punti fissi sono localmente instabili, tuttavia la mappa mostra ancora una struttura frattale nel senso dell'insieme di Julia. Se {\displaystyle p} è un polinomio di grado {\displaystyle n}, allora la sequenza {\displaystyle z_{n}} è un insieme limitato a condizione che {\displaystyle a} si trovi all'interno di un disco di raggio {\displaystyle n} centrato su {\displaystyle n}. Più in generale, il frattale di Newton è un caso speciale di frattale di Julia.